# Wetenschappelijk bewijs
Wetenschappelijk bewijs bestaat uit waarnemingen die een hypothese of theorie bevestigen (verificatie) of ontkrachten (falsificatie). In werkelijkheid vallen geaccepteerde wetenschappelijke theorieën overigens niet bij het eerste tegenbewijs om. Een theoretische omslag is een paradigmaverschuiving.
Door middel van hypotheses en theorieën kunnen voorspellingen worden gedaan. Nieuwe waarnemingen zorgen voor nieuw bewijs, waardoor gecontroleerd kan worden of de voorspellingen kloppen. Nieuw bewijs zorgt er vaak voor dat hypotheses en theorieën moeten worden aangepast.
In tegenstelling tot wiskundig bewijs geeft wetenschappelijk bewijs dus niet aan of iets waar of onwaar is. Wetenschappelijke theorievorming leidt slechts tot werkbare modellen van de waargenomen werkelijkheid. De kracht van de wetenschappelijke benadering zit in de ontwikkeling van deze modellen, die door de eeuwen heen zo goed zijn geworden dat vrijwel alles wat objectief, of veeleer intersubjectief, waarneembaar is, erdoor verklaard en voorspeld kan worden.